# Michel Capelier
Pour les articles homonymes, voir Capelier.
Michel Capelier, né le 5 mai 1945 à Laon et mort le 23 février 2021 à Paris 15e, est un pianiste, professeur de musique à l’université, chef d'orchestre et compositeur. Il a été directeur du conservatoire du 8e arrondissement de Paris.
De 1973 à la fin en 1986, il a secondé puis remplacé Germaine Arbeau-Bonnefoy dans la présentation, puis la préparation des Musigrains, des cycles de concerts-conférences pédagogiques ; il y a également remplacé le chef d'orchestre Robert Blot, décédé en 1983. Son œuvre Goutte de pluie, sur un livret de Fabrice Pinte, y a été créée en 1984.
Il a été bandonéoniste pour l'ensemble Amapola Quartet ainsi que pour l'Armenonville avec lequel il a enregistré un Tour du Monde en tangos dont il a signé les arrangements.

## Compositions

### Musique de chambre
- - Délitranse 1 pour quatuor à cordes (1976)
- Délitranse 2 pour quintette à cordes (1977)
- Jeux sur un thème connu pour 2 grandes harpes, violon et violoncelle (1978)
- - Variations sur un air anonyme anglais pour harpe celtique (1980)
- Quatre cordes pour quatre éléments pour quatuor à cordes (1980)
- Dialogue pour trompette et grande harpe (1981)
- Orgone pour 2 arpeggiones (1985)
- Couleurs pour piano (1990)
- - Jeux de miroirs pour 2 pianos (1991)
- Jeux de miroirs pour 2 pianos et 2 percussions (1992)
- Spakoinoï notchi pour 2 pianos (1997)
- Tango pour flûte, alto et guitare (2002)
- Délitranse 3  pour accordéon et piano (2007)
- Dobri vietcher pour 4 grandes harpes (2007)
- - Délitranse 4 pour saxophone et piano (2008)
- Entrée pour piano (2008)
- Prélude en do mineur pour violoncelle ou saxophone et piano, fantaisie sur le 1er prélude du clavier bien tempéré (2008)
- Sambala pour 2 saxophones alto et piano (2008)
- Vocalise  pour bandonéon et quatuor à cordes (2009)
- Comme Bach pour 2 pianos, fantaisie sur le 2e prélude du clavier bien tempéré (2010)
- Formes pour 3 percussions (2010)
- Un et demi (ou trois pour deux) pour 3 pianistes sur 2 pianos (2010)
- Ianos  pour clavecin, fantaisie sur le nom de B.A.C.H.

### Œuvres vocales
- Isabelle A.  pour baryton-basse et nonette à cordes, poème lyrique sur un texte de Jean-François Marchi (1982)
- Deux chœurs pour la célébration du bicentenaire de la révolution française  pour chœur d'enfants à 3 voix et orchestre symphonique, paroles de Jean-Michel Carcenac (1989)
- Psaume 113  pour ensemble vocal à 3 voix mixtes, chorale adulte à 3 voix mixtes, chœur d'enfants à 2 voix égales et orchestre à cordes (2004)
- In exitu  version chœur à 4 voix mixtes et orgue du Psaume 113 (2009)
- Le verre d'eau  pour soprano et ondes Martenot sur un poème de Francis Ponge (2009)
- Mi Buenos Aires querido  pour chant et piano sur un poème de Juan Gelman (2003)
- Œuvres symphoniques

- Elisabeth  concerto pour piano et orchestre (1997)
- Circulation  pour orchestre symphonique (2010)
- So tango  pour piano et orchestre (2012)

### Contes musicaux
- 5 pièces pour une étoile  pour flûte et piano sur le conte Quand tu étais petit de Fabrice Pinte (cassettine Vif Argent, 1980)
- Goutte de pluie  pour récitant et orchestre symphonique sur un texte de Fabrice Pinte (1984)
- Dis-moi des chansons  pour flûte, hautbois, clarinette, basson et contrebasse sur un texte de Bruno de la Salle (cassettine Vif Argent,1986)
- Panne des sens  pour récitant, chœur d'enfants et orchestre symphonique sur un texte de Monique Vérité, paroles de Jean-Michel Carcenac (1999)

### Œuvres diverses
- Mécanique auto  générique de l'émission de télévision du même nom (1978)
- Fa dièse  pour orgue (autre version pour clavecin) (2007)
- Bonsoir  pour ensemble de clarinettes (2011)
- Dans le cochon tout est bon  musique du film d'animation du même nom de Iris Alexandre (2013)

### Pièces à caractère pédagogique
- 10 pièces faciles pour harpe celtique (1977)
- Romance pour 2 harpes celtiques  (1978)
- Ballade pour hautbois et harpe celtique (1978)
- 3 pièces faciles pour trompette avec accompagnement de piano (1979)
- 4 études pour harpe celtique (1980)
- 2 pièces pour xylophone ou marimba et harpe (1999)
- Guitarrag  pour 5 guitares (1999)
- 3 pièces "Mai", "Juillet", "Septembre" pour 4 guitares (2000)
- Décembre  et Guitarrag  pour piano et orchestre (2003)